# Снейк Генрі
Фредерік Маршалл «Снейк» Генрі (англ. Frederick Marshall "Snake" Henry; 19 липня 1895 — 12 жовтня 1987) був першим бейсбольним гравцем вищої ліги та менеджером нижчої ліги.
Загалом Генрі зіграв у двадцяти дев'яти іграх за «Бостон Брейвз» протягом сезонів 1922 та 1923 років. Він склав середній показник .187 із чотирма подвійними, одним потрійним і семи ранами.
Найбільші досягнення Генрі в бейсболі були в нижчих лігах, де він зібрав 3384 удари за кар'єру (п'яте місце за весь час в історії неповнолітніх ліг), 675 подвійних і 200 потрійних (обидва результати посідали його другим за весь час).
Він також побував на службі як менеджер нижчої ліги, включаючи вибуховий період у «Кінстон Іглз» у 1939 році. Протягом того року Генрі фізично напав на суддю на полі після близької гри на третьому місці. Напад включав удар коліном у пах, штовханину та нецензурну лайку. Це призвело до бунту фанатів і однорічної дискваліфікації Генрі.

## Інтернет-ресурси
- Kinston history page
- Gaunt, Robert (1997). We Would Have Played Forever: The Story of the Coastal Plain Baseball League. Baseball America, Inc. ISBN 0-945164-02-5.